# 軍用装甲車一覧
軍用装甲車一覧（ぐんようそうこうしゃいちらん）では、世界の軍用装甲車を挙げる。

## 戦間期から第二次世界大戦時の軍用装甲車

### アメリカ
- M8
- M20
- M39多目的装甲車

### イギリス
- AEC装甲車
- AEC装甲指揮車
- ガイ装甲車
- コベントリー装甲車
- スタッグハウンド装甲車
- スタンダード軽装甲車
- ダイムラー偵察車
- ダイムラー装甲車
- ハンバー軽偵察車
- ハンバー偵察車
- ハンバー装甲車
- マーモン・ヘリントン装甲車
- モーリス軽偵察車
- モーリス軽装甲車
- ランチェスター装甲車
- ロールス・ロイス装甲車

### イタリア
- AB40
- AB41
- AB43

### オーストリア
- ADGZ

### カナダ
- オッター
- リンクス

### スウェーデン
- ランズベルクL181/180

### ソ連
- BA-27
- BA-I
- BA-3
- BA-6
- BA-9
- BA-20
- BA-10
- BA-11
- BA-64
- FAI

### チェコスロヴァキア
- シュコダ PA-II
- OA vz.27
- OA vz.30

### ドイツ
- Kfz 13
- Sd Kfz 221
- Sd Kfz 222
- Sd Kfz 223
- Sd Kfz 231 (6-Rad)
- Sd Kfz 232 (6-Rad)
- Sd Kfz 263 (6-Rad)
- Sd Kfz 231 (8-Rad)
- Sd Kfz 232 (8-Rad)
- Sd Kfz 233
- Sd Kfz 234
- Sd Kfz 247
- Sd Kfz 260
- Sd Kfz 261
- Sd Kfz 263 (8-Rad)

### 日本
- オースチン装甲車（輸入）
- ウーズレー装甲自動車
- ヴィッカース・クロスレイ装甲車（輸入）
- 九三式装甲自動車（海軍） - 海外文献では「九二式」として誤って伝わる。
- 九一式広軌牽引車
- 一式半装軌装甲兵車
- 九二式重装甲車 - 実質は豆戦車ないし軽戦車。
- 九四式軽装甲車 - 実質は豆戦車。
- 九七式軽装甲車 - 実質は豆戦車。

### ハンガリー
- チャバ
- レヘル

### フランス
- ラフリー50AM/80AM
- シトロエン・シュナイダー・ケグレス P16
- パナールP178
- ルノーUE

### ポーランド
- フォードFT-B（フォードTfc）
- wz.28装甲車
- wz.29装甲車
- wz.34装甲車
- クブシュ

## 第二次世界大戦後の軍用装甲車

### アメリカ
- LAV-25
- ストライカー

### イギリス
- フェレット
- サラディン
- フォックス
- サラセン
- サクソン

### イタリア
- チェンタウロ
- プーマ

### スイス
- ピラーニャ

### スペイン
- VEC

### ドイツ
- ルクス
- フクス

### 日本
- 82式指揮通信車
- 87式偵察警戒車
- 89式装甲戦闘車
- 化学防護車
- 96式装輪装甲車
- 軽装甲機動車
- NBC偵察車
- 16式機動戦闘車

### フランス
- VAB
- VBL
- AMX-10RC
- パナールAML
- パナールEBR
- ERC 90

### 南アフリカ
- ルーイカット
- バッファロー

### ソ連/ロシア
- BRDM-1
- BRDM-2
- BTR-152
- BTR-40
- BTR-50
- BTR-60
- BTR-70
- BTR-80
- BTR-90